# Teatro Aleph

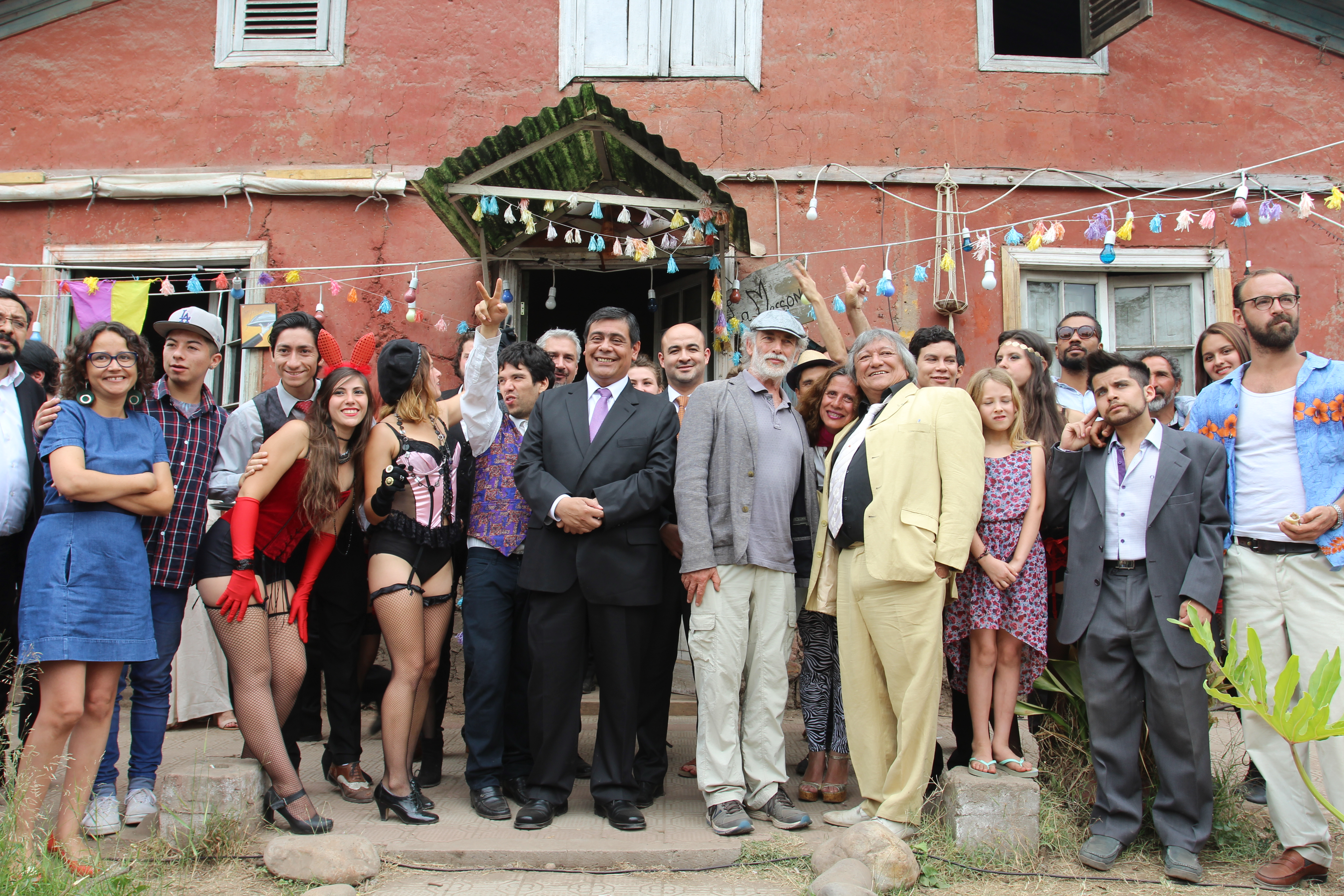
Ministro Víctor Osorio Reyes entrega inmueble para Teatro Aleph de Oscar Castro en La Cisterna (25845171602) [https://commons.wikimedia.org/wiki/File:Ministro_Víctor_Osorio_Reyes_entrega_inmueble_para_Teatro_Aleph_de_Oscar_Castro_en_La_Cisterna_(25845171602).jpg

El Teatro Aleph es una compañía fundada a finales de la década de 1960 como idea de un grupo de estudiantes universitarios. Su nombre proviene del término matemático que se refiere “al primer número que está después del infinito. Es un punto donde se encuentran todos los puntos del pasado, del presente y del futuro”. Además, está relacionado al cuento del mismo nombre de Jorge Luis Borges.

## Miembros / Fundadores
Entre sus integrantes se encontraban Óscar Castro Ramírez, Marieta Castro, Carola Vallejo, Ana María Vallejo, Luis Alfredo Cifuentes, Juan Enrique Droguett, Fernando Cordero y John Mac-Leod.

## Obras
Las obras que se realizaban eran fruto de una creación colectiva y generalmente se referían a la realidad de aquella época. Ejemplo de ello son las obras ¿Se sirve un cocktail molotov?, Viva inmundo de fanta-cía, Cuántas ruedas tiene un trineo y Casimiro peñafleta.

## Golpe de Estado en Chile de 1973
A pesar del contexto histórico que se vivía, el teatro consiguió presentar la obra “Y al principio existía la vida” en donde se trataba todo lo que se estaba experimentando acerca del Golpe de Estado en Chile de 1973 de forma metafórica. Esta última, obtuvo un gran éxito al llenar los asientos. Se contó con la participación de Ángel Parra, ocupando el seudónimo de “Luis Cereceda” por su previa residencia en un campo de concentración.
Más tarde, la obra fue clausurada y se detuvo a Óscar Castro junto a Marieta (su hermana) trasladándose a centros de detención. Su madre y cuñado, miembro del grupo, John Mac-Leod se convirtieron en detenidos desaparecidos pocos días después. En 1976 Óscar y Marieta Castro emigraron a Francia donde fundaron el “Théâtre Aleph”  junto con antiguos integrantes de la compañía.

## De vuelta a sus orígenes
Tras trabajar en el teatro en París, eventualmente viaja a Chile para participar en distintos encuentros culturales como también en charlas. Finalmente, en el año 2013 recreó el Teatro Aleph junto con actores chilenos jóvenes en Santiago, dónde luego en 2017 logró conseguir gracias una donación del Ministerio de Bienes Nacionales una casona para realizar sus obras de teatro. La Sala Julieta es como se nombró al fundarse en la comuna de La Cisterna.
En el año 2021, fallece Óscar Castro en Francia debido al COVID-19 a sus 75 años.

## Sala Julieta
| Especificaciones            |
| --------------------------- |
| Escenario de 45m2           |
| Bambalinas                  |
| Asientos portátiles         |
| Baños                       |
| Cocina                      |
| Bar                         |
| Terraza                     |
| Capacidad para 150 personas |